# Willem Ysbrandsz. Bontekoe

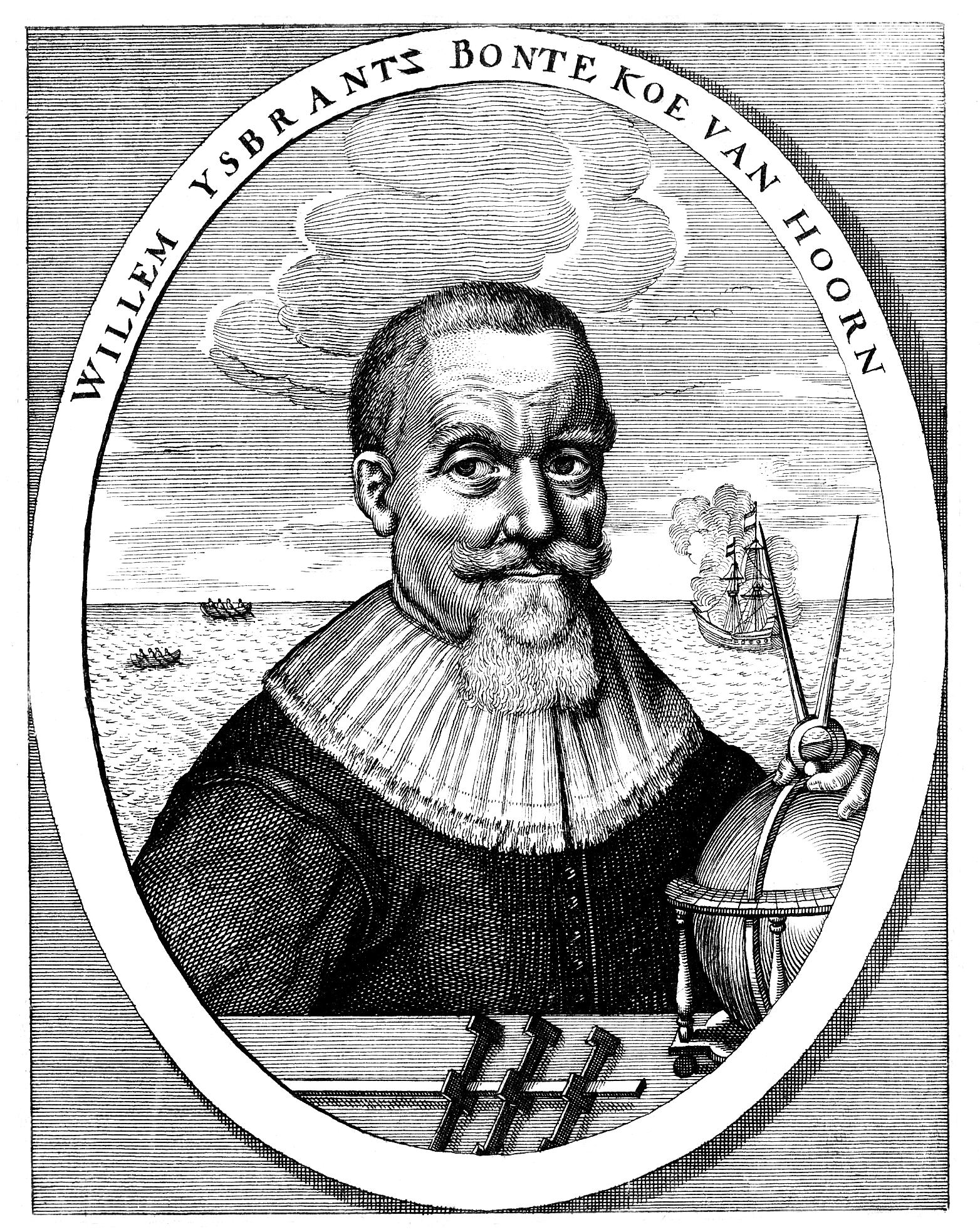
Willem IJsbrantsz Bontekoe

Willem Ysbrandszoon Bontekoe (* 1587 in Hoorn; † 1657 ebenda) war ein niederländischer Seefahrer, Kaufmann und Reiseschriftsteller, der in den Diensten der Niederländischen Ostindien-Kompanie stand. Bekannt wurde er durch das Reisetagebuch seiner Fahrt nach Ostasien in den Jahren 1618 bis 1625 im Auftrag der Ostindien-Kompanie.

## Leben

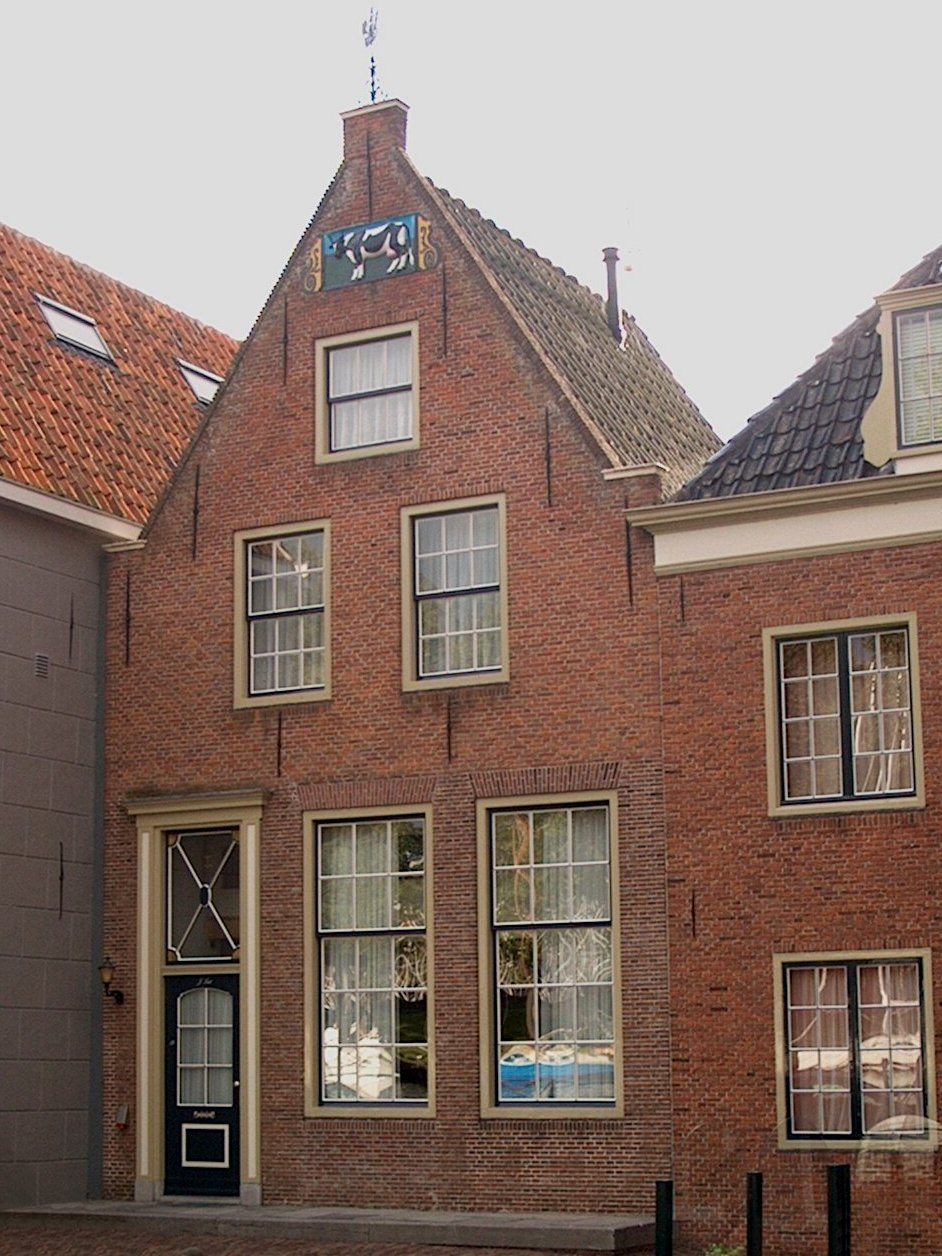
Geburtshaus von Bontekoe in Hoorn

Bontekoe wurde am 2. Juni 1587 in Hoorn getauft. Er wohnte in dem Haus an der Veermanskade 15, das am Giebel eine schwarzbunte Kuh zeigt. Vermutlich war er das älteste Kind von IJsbrant Willemsz Bontekoe und Geertje Jacobs, und die Familie hatte wohl zehn oder mehr Kinder.
Im Alter von zwanzig Jahren fuhr er mit seinem Vater zur See. Der Vater war der Kapitän des Schiffes „De Bontekoe“, bei dem er aber nur zu 1/32 Teilhaber war.
Bontekoe fuhr vor allem in europäischen Gewässern. Im Jahre 1608 transportierte er Salz zwischen La Rochelle und Danzig, im Jahr 1611 Waren nach Archangelsk. Mit der Zeit fuhr er auf immer größeren Schiffen, nannte diese aber immer Bontekoe. Auf einer Reise nach Sevilla war das Schiff am 17. September 1617 von algerischen Piraten gekapert und die Besatzung versklavt worden. Bontekoe wurde am 13. Oktober freigekauft, aber das Schiff war verloren. 1618 trat Bontekoe 31-jährig in den Dienst der Ostindischen Kompanie.
Am 28. Dezember desselben Jahres begann er eine Reise nach Ostindien als Kapitän der „Nieuw Hoorn“. Von hier an beginnt sein später veröffentlichtes Reisejournal. – Auf dieser Fahrt geriet das Schiff in Brand und das Feuer erreichte die Pulverkammer, so dass es explodierte. Bontekoe erlitt also Schiffbruch, bevor er sein Ziel erreichte. Nach abenteuerlicher Fahrt mit Rettungsbooten erreichte er Java. Dort wurde er von Jan Pieterszoon Coen ins Südchinesische Meer geschickt. Am 25. November 1625 kehrte Bontekoe als Kommandant des Schiffes „Hollandia“ zurück in die Niederlande.
Wahrscheinlich fuhr er nach 1625 nicht mehr zur See, sondern handelte mit Holz. Am 1. März 1626 heiratete der fast vierzigjährige Bontekoe in Hoorn Eeltje Bruijn (36).
Bontekoe hatte wahrscheinlich mit seinem Handel und seinen Reisen für die Ostindische Kompanie genug verdient. Er war z. B. mit 200 Gulden der größte Sponsor für die Renovierung der Kirche der Remonstranten-Gemeinde in Hoorn, später lieh er der Gemeinde weitere 700 Gulden. Seine Ehe war kinderlos; seine Frau starb 1646. In demselben Jahr hatte er sein Tagebuch veröffentlicht. Bontekoe selbst starb 1657.
Johan Fabricius verwendete 1924 Motive aus dem Tagebuch für seinen Jugendroman „Kapitän Bontekoes Schiffsjungen“. Eine moderne Ausgabe seiner Reisebeschreibung der Ostindien-Reise von 1618 bis 1625 erschien 1929 in der Reihe The Broadway Travellers, aus dem Holländischen ins Englische übersetzt von C. B. Bodde-Hodgkinson und Pieter Geyl.

## Ehrung
Die 1952 gebaute Douglas DC-6B der KLM wurde nach ihm benannt. Sie stürzte 1954 ab.

## Werke
- Journalen van de gedenckwaerdige reijsen van Willem Yjsbrantsz. Bontekoe : 1618–1625. 's-Gravenhage : Nijhoff, 1952
- [Schiffahrten] / 24 / Die Vier vnd Zwantzigste Schiffahrt/ Jn welcher mit wahren Vmbständen beschrieben wird/ Erstlich Die denckwürdige Reyse nach OstJndien/ S. Wilhelm Jßbrands Bontekuhe von Horn: Vorgenommen den 28. Decemb. 1618. vnd vollbracht den 16. Novemb. 1625. Demnach: Eine andere Reyse/ durch den Commandeur Türck Alberts Raven/ nach Spitzbergen/ im Jahr 1639. verrichtet : Jn welchen vnterschiedlich viel merckwürdige Händel vnd Fälle gründlich erzehlet werden ; Beneben darzu nothwendigen Kupfferstücken / Christophel LeBlon. – 1648
- Journael ofte Gedenckwaerdige beschrijvinghe van de Oost-Indische Reyse van Willem Ysbrantsz Bonte-Koe van Hoorn… Begonnen den 18. December 1618 en vol-eynd den 16. November 1625. Waer by gevoeght is het Journael van Dirk Albertsz Raven t'Amstelredam : Joost Hartgers, Boeck-verkoper in de Gasthuys-Steegh / bezijden het Stadt-huys / in de Boeck-winckel, 1648. Volltext